# ハンドスピナー

回転するハンドスピナー。実際は一方方向に回っているものの、ストロボ効果で逆回転しているようにみえる。

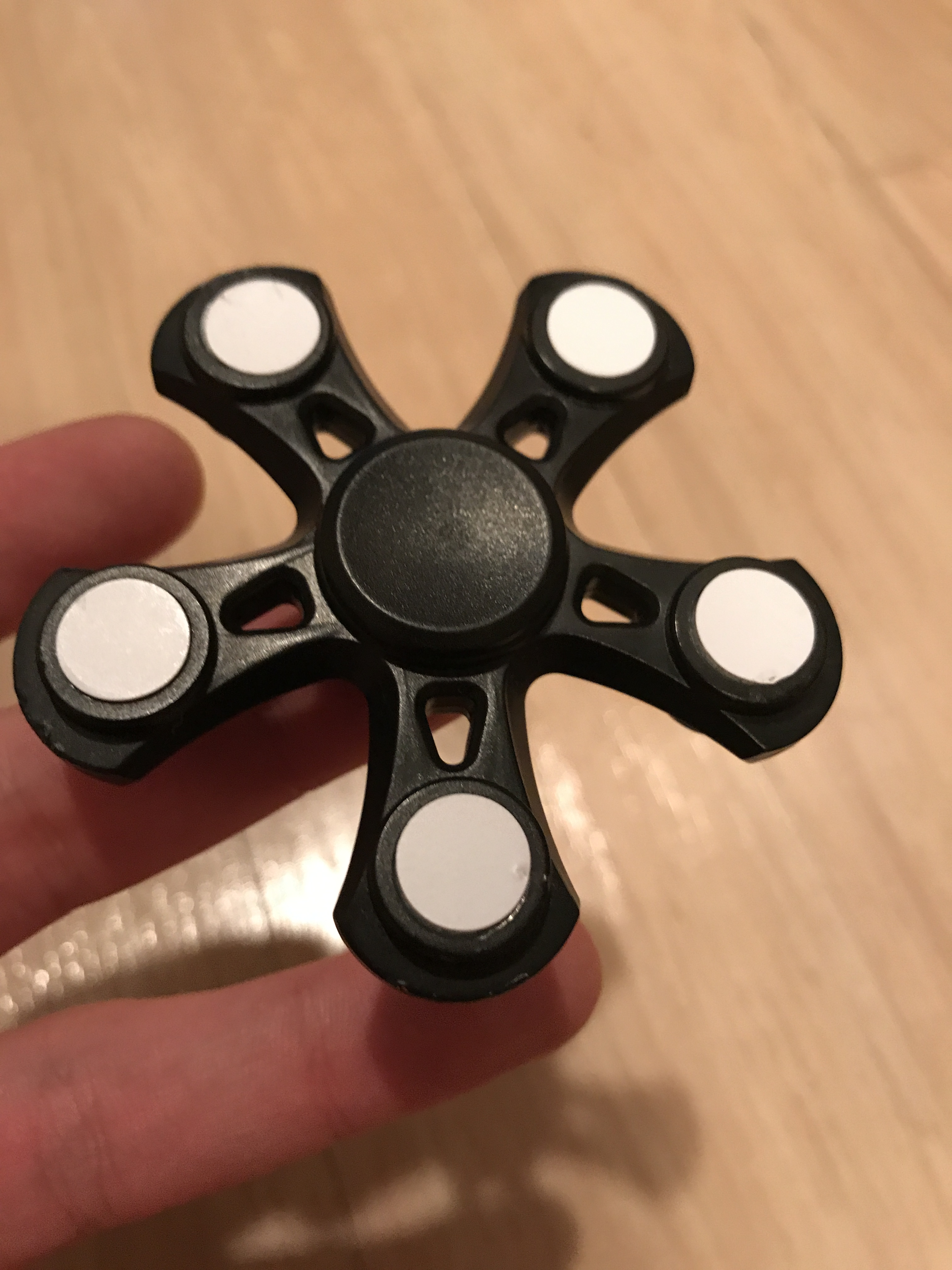
5枚羽のハンドスピナー

ハンドスピナーは、ボールベアリングを内蔵した玩具。英語ではフィジェットスピナー (fidget spinner) と呼ばれることが多い。

## 概要
出典： / 
考案者はアメリカフロリダ州のキャサリン・ヘッティンガー(Catherine Hettinger)である。重症筋無力症を負ったヘッティンガーが、娘と遊べる玩具として考案した。ヘッティンガーは特許も保有していたが、特許更新料の支払いができずに2005年に特許が切れている。
本来はただ単に、手慰みに「回すだけの玩具」であるが、回転速度や回転時間を向上させるなどの改造を加えた遊び方などで広まった。

## 構造
手のひらに乗るサイズである。
ボールベアリングと、その外輪から放射状に伸びるように付くプラスチックや金属等で出来たプレート部分、内輪を軸方向から挟むホールド用の部分とで出来ている。手や指でプレート部分を回転させることで一定時間プレート部分が回り続ける。製品によっては5分以上回転し続けることを謳った商品もある。
基本的には指の間や机の上などで回転するハンドスピナーを眺めたり、ジャイロ効果を感じたりして遊ぶ。動画サイトYoutubeなどでは「トリック（技）」を組み合わせてパフォーマンスを行う動画も個人などによって公開されている。

## 流行
2016年末から米国で流行し始めた。フォーブスの記者James Plafkeは2016年12月23日の記事で「2017年必須のオフィス玩具（Must-Have Office Toy For 2017）」として紹介した。
2017年3月28日にYouTuberのセイキンが「アメリカで大人気」「ハンドスピナーとはなにか」と説明する動画を公開しており、この動画がきっかけとなり、日本でも爆発的なブームになった。
流行の拡大とともに遊んでいた子供が眼を怪我する事故や、幼児の誤飲、子供たちが熱中するあまり学業の妨げになる問題も起きたため使用を禁止する学校が出るなど混乱も起きている。
誤飲事件を受けて国民生活センターがインターネット上の通販サイトで検索した結果、上位90銘柄中31銘柄の商品サイトや商品パッケージに対象年齢の指定が日本語でされていなかった。また、138cmの高さから落下させて部品が取れるなど故障した商品が調査対象全体の20%ほど確認された。
日本では2017年秋頃にブームが終焉している。

### ロシアにおける流行と陰謀論
ロシアにおいても若者やネチズンを中心に大流行し、全ロシア世論調査研究センターによる世論調査では、1200人の回答者のうち48%が「持っている」と答え、8%が「過去に持っていた」と答えるほど広まった。
しかし、ウラジーミル・プーチンの政敵であるアレクセイ・ナワリヌイが2017年5月に行われた裁判に出廷した際にハンドスピナーで遊んでいたこと、同年6月に開かれた野党勢力の集会で「パッケージがすべて英語表記」のハンドスピナーが販売されていたことを理由に、「ハンドスピナーの流行はロシアの若者を反政府運動に誘惑するためのアメリカによる陰謀」であるとするキャンペーンが展開され、7月にはロシア国営テレビがハンドスピナーについて「売り上げが反政府勢力に渡っている」と報じ、「人々をゾンビ化させる道具」「ある種の催眠術」と激しく批判した。その結果国民の間でパニックが生じ、日本の消費者庁に当たる連邦消費者権利擁護・福祉分野監督庁が子供の健康に対するハンドスピナーの影響について調査に乗り出すと共に、露店での購入を控え、購入したハンドスピナーから異臭がしないか確認するよう国民に呼びかける事態に発展した。なお、騒動後の同年10月に行われた先述の世論調査ではハンドスピナーを購入した人のうち45%が「期待外れだった」と答えており、流行は短期間で収束している。

## 健康面への効果
米CNNはADHDのカウンセリングに有用であると議論されていたが、科学的な効果は出ていない。

## ハンドスピナーを扱った作品

### 漫画
- ハンドスピナーさとる （衿沢世衣子、『増刊flowers』2017年、読み切り）　※単行本『制服ぬすまれた』（2018年10月、小学館）に収録